# Phlebotomus buccinator
Phlebotomus buccinator är en tvåvingeart som beskrevs av David Fairchild 1952. Phlebotomus buccinator ingår i släktet Phlebotomus och familjen fjärilsmyggor. Inga underarter finns listade i Catalogue of Life.